# Pont Vieux (Orthez)

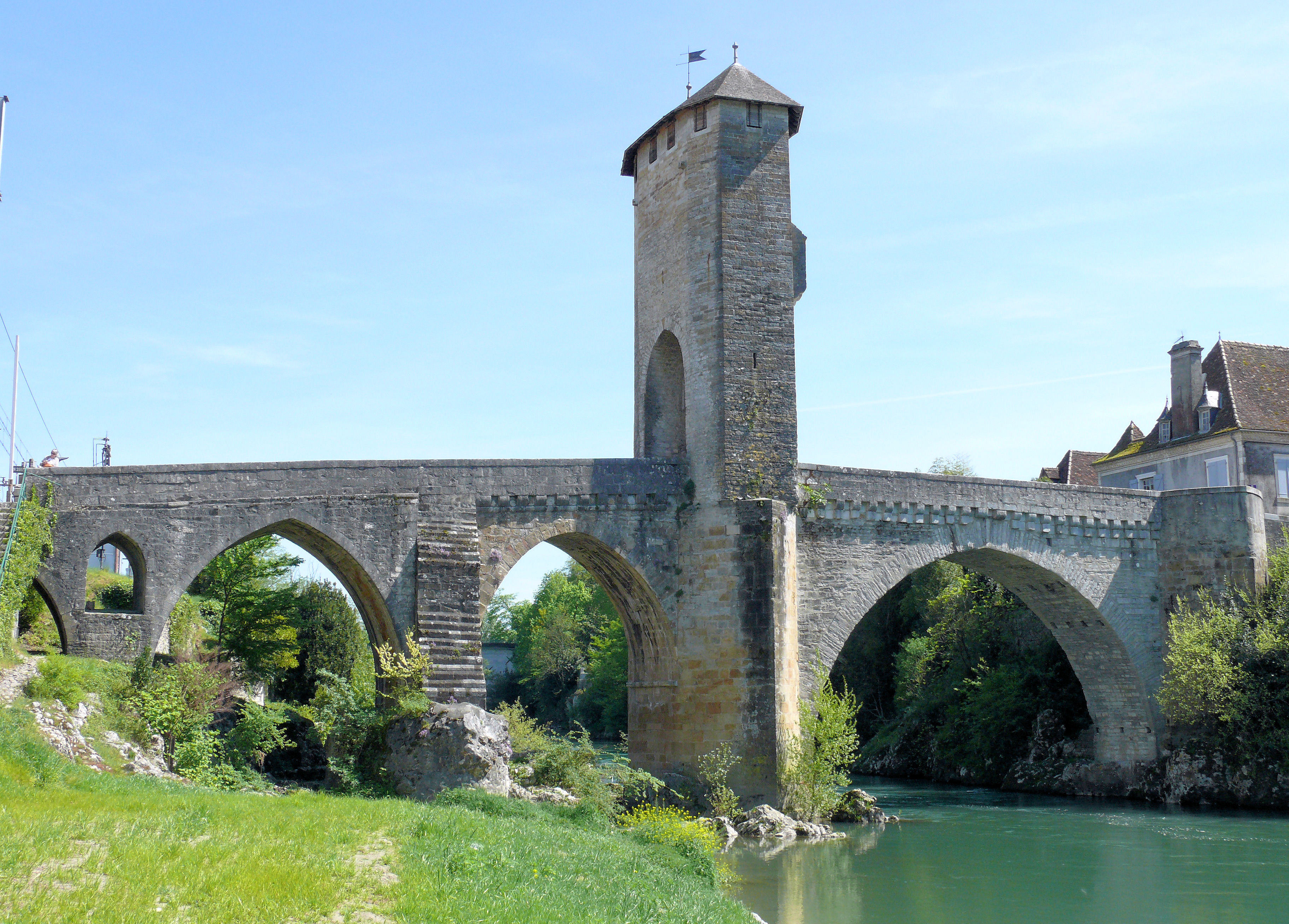
Pont Vieux

De Pont Vieux, ook Vieux Pont, (Frans voor 'oude brug') is een middeleeuwse brug over de Gave in de Franse gemeente Orthez. De Pont Vieux is een symbool van de stad Orthez. Ze werd rond dezelfde tijd gebouwd als de Pont Valentré in Cahors en is een voorbeeld van middeleeuwse militaire bouwkunst.

## Geschiedenis

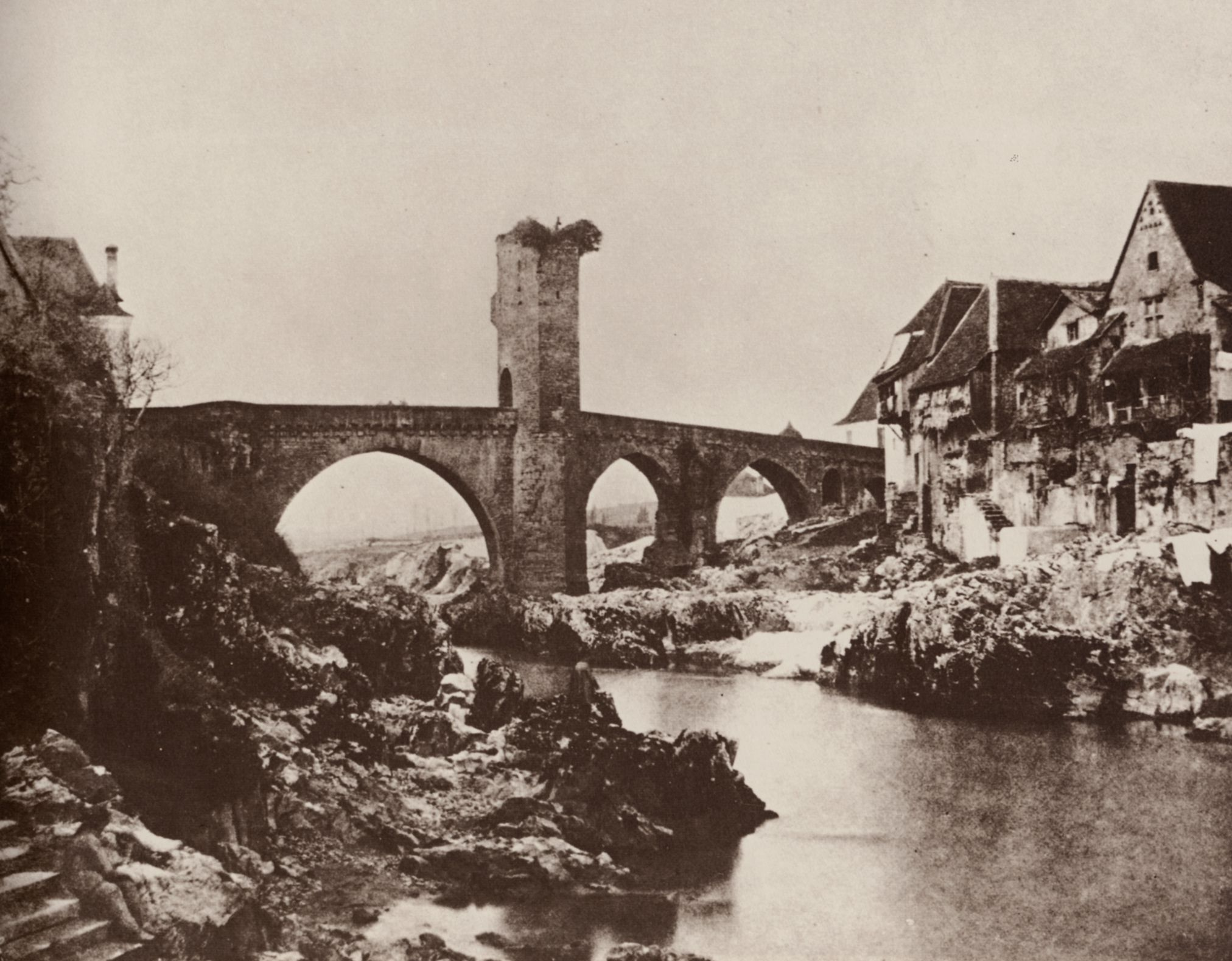
De brug voor 1865

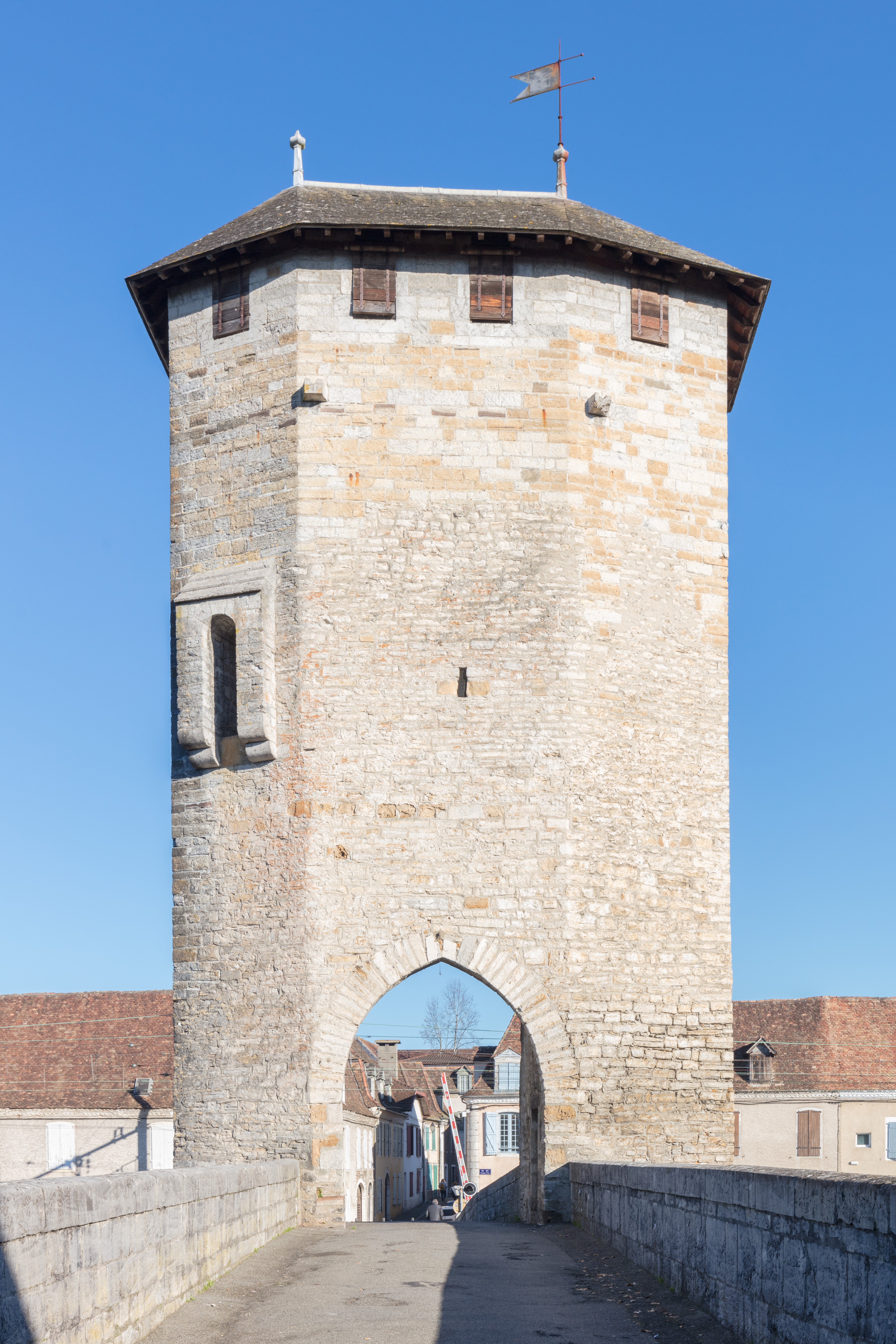
Poort

De brug werd in de dertiende eeuw gebouwd onder burggraaf Gaston VII van Béarn. Dankzij de brug konden handelaars en pelgrims het hele jaar door hier de rivier oversteken. Volgens een afbeelding uit de dertiende eeuw bestond de brug uit een halfronde boog met aan beide zijden een hoge poort met kantelen. Deze stenen brug was met houten overspanningen verbonden met beide oevers; deze konden bij gevaar gemakkelijk worden verwijderd. In de veertiende eeuw kreeg de brug op de rechteroever drie bijkomende stenen bogen. De hoge poort aan de kant van de linkeroever verdween en maakte plaats voor een nieuwe poort waarin het mechanisme voor een houtel valbrug was ingewerkt. Uit een afbeelding uit 1589 blijkt dat de kantelen op de hoge poort waren verdwenen en dat de zijkanten van de brug een hoge borstwering hadden. In 1768 kwam er ook aan de linkeroever een stenen wegdek. De oude borstwering verdween in 1814. En bij de aanleg van de spoorweg in 1860 sneuvelde een van de bogen op de rechteroever. Rond 1865 kreeg de overgebleven toren een nieuw dak. Tussen 2002 en 2010 werd de brug gerestaureerd. Ze kreeg toen deels een houten wegdek als evocatie van de vroegere valbrug. Ook werd de borstwering twintig centimeter verlaagd om het zicht vanop de brug te verbeteren.
Volgens de legende werden katholieke priesters in 1568 door protestanten in de rivier geworpen vanuit een opening in de borstwering van de Pont Vieux. En in 1814 probeerde het leger van maarschalk Soult de brug met buskruit op te blazen om de opmars van de geallieerde legers van de hertog van Wellington te stoppen. Dit mislukte.
De brug werd in 1875 beschermd als historisch monument.

## Beschrijving
De brug bestaat uit vier bogen, waarvan de oudste, dertiende-eeuwse boog de grootste is. Slechts een van de twee hoge torens is bewaard gebleven. De brug is enkel toegankelijk voor voetgangers.